# Шварц, Отто Константинович
Отто Константинович Шварц (род. 3 апреля 1990 года, Москва) — российский и эстонский композитор, звукорежиссер и предприниматель.

## Биография
Отто Шварц родился 3 апреля 1990 года в Москве, детство провел в Эстонии, учился в России.
В 2020 году выпустил альбом неоклассической музыки «A Living Flow». Релиз получил ряд положительных отзывов. Альбом также вошёл в десятку лучших на iTunes в октябре 2020 года в категории неоклассической музыки.
Отто является автором музыки к фильму «S.O.S. Survive or Sacrifice», который был продемонстрирован в Каннах во время 74-го Каннского кинофестиваля. В ноябре 2021 года саундтрек к фильму был выпущен отдельным изданием.
Помимо занятия музыкой проводит мастер-классы и курсы по темам воздействия музыки и звука на человека. Написал колонку в Yoga Journal в 2017 году. Соавтор проекта медитативной музыки Ephilion.
Сооснователь музыкального лейбла Syngeneia Records, специализирующегося на эмбиенте, музыке для звуковой терапии и медитации.
Соучредитель сервиса по продаже звуковых библиотек для синтезаторов LFO Store. В 2020 году основал стартап EAT BEAT в Эстонии, который в начале 2022 года планирует выйти на эстонский рынок, а затем — на европейский.
В августе 2020 года выпустил книгу «Любовь как молитва».

## Дискография

### Студийные альбомы
- 2020 — «A Living Flow»

### Саундтреки
- 2021 — «S.O.S.: Survive or Sacrifice»

### Участие в сборниках
- 2019 — «Ambient Unity: Atmosphere»
- 2020 — «Wood & Nature»
- 2020 — «Tarkovsky 2020 Musical Tribute»
- 2020 — «Aurora Borealis»
- 2021 — «Ambient Unity: Meditation»